# 서울장수초등학교
서울장수초등학교(長壽初等學校)는 대한민국 서울특별시 양천구 신정3동에 있는 공립 초등학교이다.

## 학교 연혁
- 2005년 12월 29일: ‘서울장수초등학교’ 설립인가
- 2006년 5월 9일: 서울장수초등학교 개교식
- 2007년 2월 14일: 제1회 졸업식
- 2026년 5월 9일: 개교 20주년